# Лошадь Хека
Лошадь Хека — порода лошадей, внешним видом напоминающая вымершего тарпана (лат. Equus ferus ferus).
Порода была выведена немецкими зоологами братьями Хайнцем Хеком и Лутцом Хеком (директор Берлинского зоопарка) в Мюнхенском зоопарке Хеллабрунн как попытка воссоздать фенотип тарпана путём неоднократного скрещивания домашних лошадей с примитивными признаками. Первый жеребёнок программы появился 22 мая 1933 года в Хеллабрунне.